# Револьверная пушка
Револьверная пушка — один из типов автоматических пушек, обычно используются на летательных аппаратах.
Внутри пушки установлен цилиндр с каморами, как на револьверах, для ускорения цикла зарядки-выстрел-экстракция. Некоторые орудия также имеют механический привод для ускорения процесса подзарядки. В отличие от системы Гатлинга, в револьверной пушке только один ствол, поэтому она легче, работает за счёт отвода пороховых газов.
Автоматические револьверные пушки производятся многими компаниями.
Первым образцом, использующим данную конструкцию, стала немецкая MG 213, созданная в конце Второй мировой войны, но не попавшая в производство. Однако она оказала влияние на разработку подобных систем за рубежом, прежде всего французской DEFA 550 и английской ADEN 30, под патрон 30х113.

## Предшественники
Первой револьверной пушкой можно считать ружье Пакла 1718 года — большую кремнёвую револьверную пушку с ручным заряжанием. Конструкция разработчика была не практичной, так как превзошла технологии XVIII века.
В течение XIX века Элайша Коллир и позже Сэмюэл Кольт использовали револьверное действие для создания ручного оружия.
Южане использовали одноствольную 2-дюймовую, 5-зарядную револьверную пушку с ручным вращением барабана при осаде Петерсберга. Её захватили под Данвиллем войска Союза 27 апреля 1865 года.
В конце XIX века на флоте были распространены многоствольные револьверные пушки Гочкиса.